# Купер, Барри (геолог)
Барри Купер (англ. Barry J. Cooper; 23 сентября 1948, Айвенго, штат Виктория, Австралия — 13 октября 2023, Аделаида) — австралийский геолог, профессор Университета Южной Австралии, историк геологии и общественный деятель.

## Биография

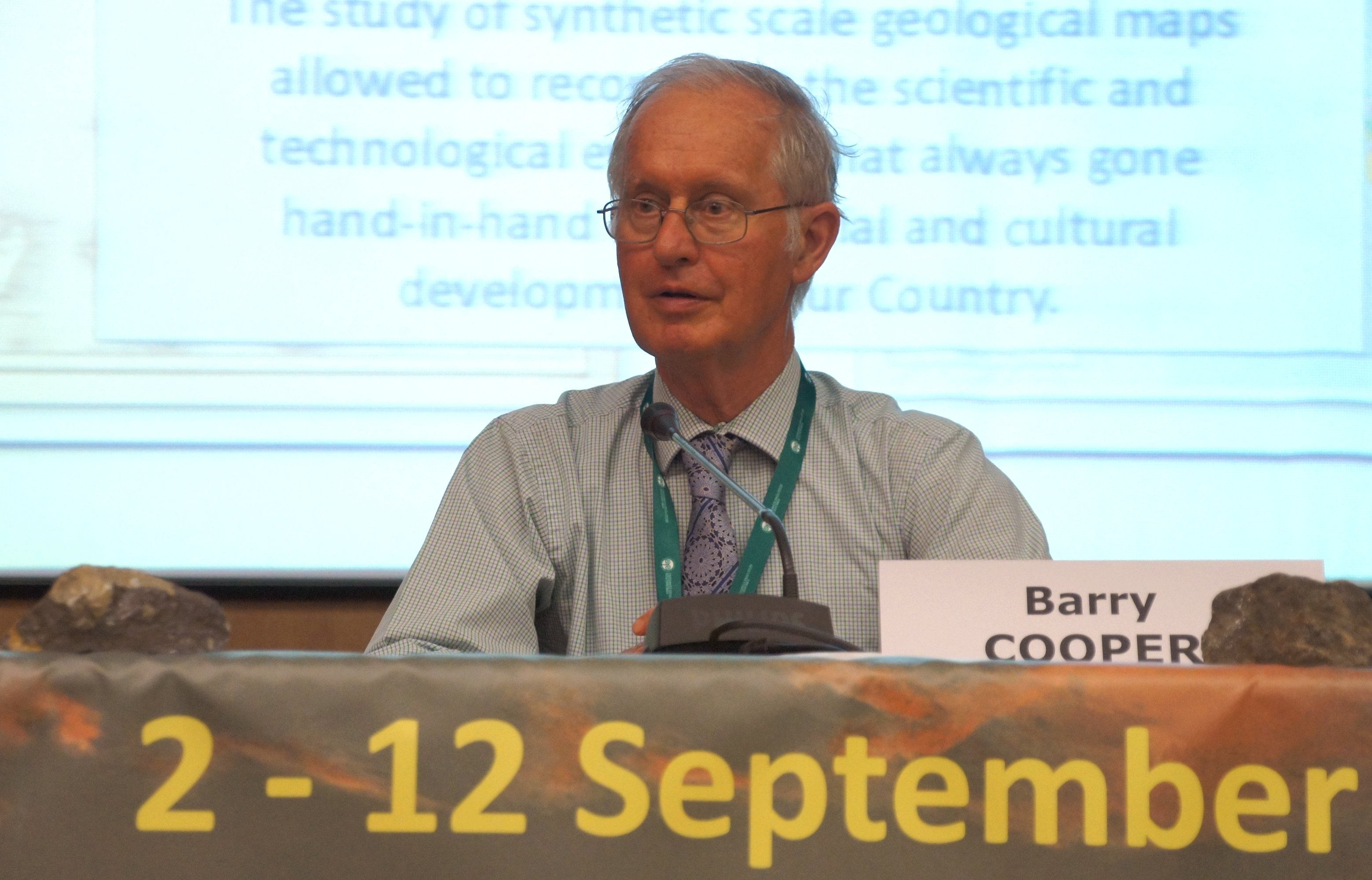
Barry Cooper, 2019

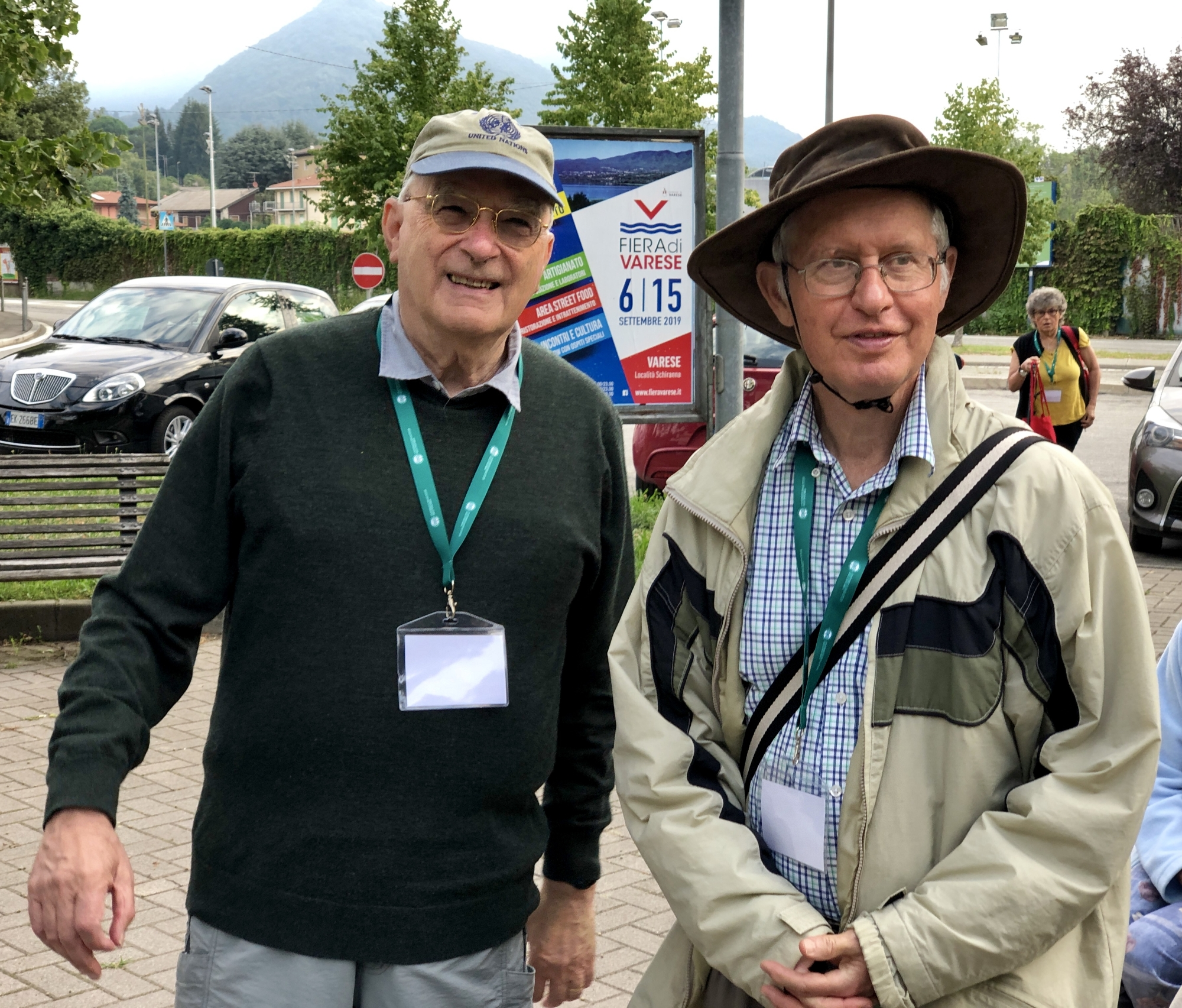
Саймон Натан и Барри Купер

Родился 23 сентября 1948 года в городе Айвенго, штат Виктория, Австралия.
В 1974 году защитил диссертацию в Ohio State University School of Earth Sciences.
Работал профессором геологии в Университете Южной Австралии в Аделаиде и Уайалле.
Основные исследования проводил в области палеонтологии, истории геологии и популяризации каменного наследия.
Был давним активным членом многих австралийских и международных организаций и совещаний по геологическим наукам и их истории.
Скончался 13 октября 2023 года в Аделаиде, штат Южная Австралия.

## Награды и премии
Медали Геологического общества Австралии:
- 2019 — Bruce Webb Medal, за вклад в изучение геологии штата Южная Австралия
- 2021 — Tom Vallance Medal, за вклад в историю изучения наук о Земле в Австралии[4].

## Членство в организациях
- Геологическое общество Австралии
- Геологическое общество Америки
- Генеральный секретарь (2008—2016), а затем президент (2016—2020) Международной комиссии по истории геологических наук (INHIGEO)
- Основатель и генеральный секретарь Целевой группы по каменному наследию, Международного союза геологических наук (IUGS).